# România la Jocurile Olimpice de Tineret 2016
România a participat la Jocurile Olimpice de Tineret 2016 din Lillehammer, Norvegia în perioada 13 - 20 februarie 2016. Echipa a fost formată din 22 de sportivi care au concurat în cadrul a nouă sporturi. Șeful de Misiune al României la Lillehammer a fost Alexandru Epuran, în timp ce Liliana Dorneanu a fost adjuncta sa.
Medalia de bronz câștigată de Mihaela Hogaș în proba de sprint pe echipe mixte la patinaj viteză reprezintă a doua clasare al unui sportiv român pe un podium al unei competiții olimpice multisport de iarnă sub egida CIO, după o pauză de 48 de ani, când Ion Panțuru și Nicolae Neagoe au câștigat medalia de bronz la JO de la Grenoble din 1968. De asemenea, sportivul Eduard Cășăneanu a adus României prima medalie de aur, în proba de îndemânare masculin la hochei pe gheață.

## Medaliați
| Medalie | Nume             | Sport            | Probă               | Dată         |
| ------- | ---------------- | ---------------- | ------------------- | ------------ |
| Aur     | Eduard Cășăneanu | Hochei pe gheață | Îndemânare masculin | 18 februarie |

### Medaliați în cadrul probelor cu echipe mixte
| Medalie | Nume          | Sport          | Probă               | Dată         |
| ------- | ------------- | -------------- | ------------------- | ------------ |
| Bronz   | Mihaela Hogaș | Patinaj viteză | Sprint echipe mixte | 17 februarie |

## Competitori
| Sport                 | Masculin | Feminin | Total |
| --------------------- | -------- | ------- | ----- |
| Biatlon               | 1        | 1       | 2     |
| Bob                   | 1        | 1       | 2     |
| Hochei pe gheață      | 1        | 1       | 2     |
| Patinaj viteză        | 0        | 1       | 1     |
| Sanie                 | 3        | 1       | 4     |
| Sărituri cu schiurile | 1        | 1       | 2     |
| Scheleton             | 2        | 3       | 5     |
| Schi alpin            | 1        | 1       | 2     |
| Schi fond             | 1        | 1       | 2     |
| Total                 | 10       | 12      | 22    |

## Biatlon
România a calificat doi sportivi (o fată și un băiat). Antrenorul echipei este Szilard Marton. Aceștia vor concura individual cât și împreună în proba de ștafetă mixt.
Individual
| Sportiv         | Probă             | Timp    | Penalizări | Loc |
| --------------- | ----------------- | ------- | ---------- | --- |
| Daniel Munteanu | Sprint masculin   | 21:02.1 | 2          | 24  |
| Daniel Munteanu | Urmărire masculin | 33:13.9 | 6          | 27  |
| Eniko Marton    | Sprint feminin    | 21:22.3 | 4          | 39  |
| Eniko Marton    | Urmărire feminin  | 31:02.7 | 7          | 36  |

Mixt
| Sportiv                      | Probă        | Timp    | Penalizări | Loc |
| ---------------------------- | ------------ | ------- | ---------- | --- |
| Daniel Munteanu Eniko Marton | Ștafetă mixt | 45:07.4 | 4+18       | 15  |

## Bob
România a calificat doi sportivi (o fată și un băiat). Antrenorul echipei este Iulian Daniel Păcioianu.
| Sportiv                | Probă            | Manșa 1 | Loc | Manșa 2 | Loc | Total   | Loc |
| ---------------------- | ---------------- | ------- | --- | ------- | --- | ------- | --- |
| Mihai Cristian Tentea  | Monobob masculin | 57.42   | 4   | 57.20   | 3   | 1:54.62 | 4   |
| Daniela Florina Gheauș | Monobob feminin  | 59.55   | 9   | 59.65   | 12  | 1:59.20 | 11  |

## Hochei pe gheață
România a calificat doi sportivi (o fată și un băiat). Antrenorul echipei este Levente Elekes. Aceștia vor participa la probele de îndemânare.
| Sportiv              | Probă               | Calificări | Calificări | Finala       | Finala       |
| Sportiv              | Probă               | Puncte     | Loc        | Puncte       | Loc          |
| -------------------- | ------------------- | ---------- | ---------- | ------------ | ------------ |
| Eduard Cășăneanu     | Îndemânare masculin | 18         | 2 C        | 14           | 1            |
| Diana Alexandra Iuga | Îndemânare feminin  | 7          | 14         | Nu a avansat | Nu a avansat |

## Patinaj viteză

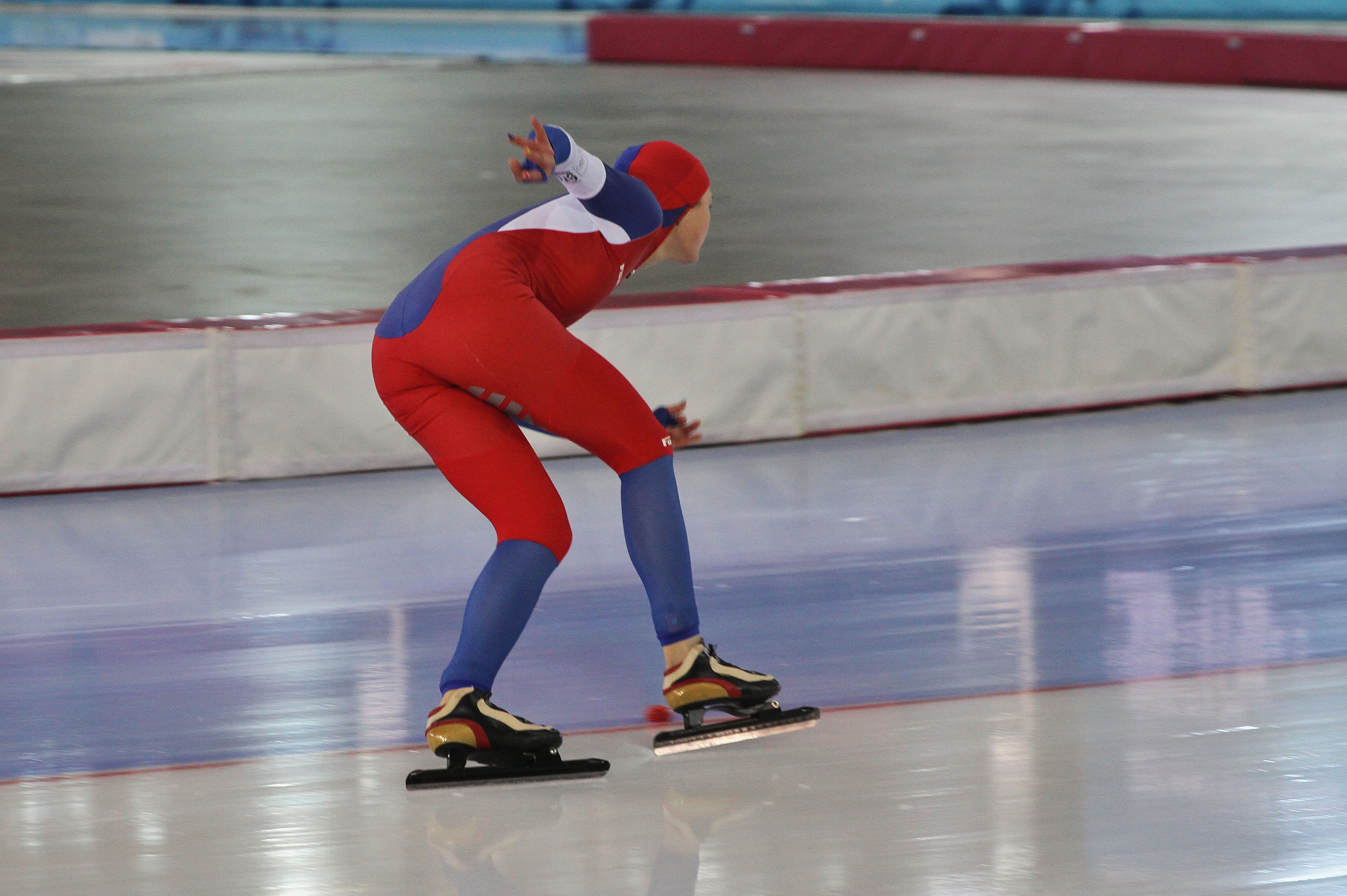
Mihaela Hogaș la proba de 500 m

România a calificat o singură sportivă. Antrenorul este Bogdan Adrian Stănescu.
| Sportiv       | Probă              | Cursa 1 | Cursa 1 | Cursa 2 | Cursa 2 | Finala  | Finala |
| Sportiv       | Probă              | Timp    | Loc     | Timp    | Loc     | Timp    | Loc    |
| ------------- | ------------------ | ------- | ------- | ------- | ------- | ------- | ------ |
| Mihaela Hogaș | 500 m feminin      | 42.27   | 16      | 42.11   | 17      | 84.38   | 17     |
| Mihaela Hogaș | 1500 m feminin     |         |         |         |         | 2:14.61 | 21     |
| Mihaela Hogaș | Mass-start feminin |         |         |         |         | 5:59.72 | 24     |

Sprint echipă mixtă
| Sportivi                                                                                   | Probă               | Finala  | Finala |
| Sportivi                                                                                   | Probă               | Timp    | Loc    |
| ------------------------------------------------------------------------------------------ | ------------------- | ------- | ------ |
| Echipa 10 Chiara Cristelli (ITA) Mihaela Hogaș (ROU) Ole Jeske (GER) Allan Johansson (NOR) | Sprint echipă mixtă | 1:58.87 | 3      |

## Sanie
România a calificat patru sportivi (o fată și trei băieți), coordonați de antrenorul Alexandru Grigore Comșa.
| Sportiv                                  | Probă           | Manșa 1       | Manșa 1       | Manșa 2       | Manșa 2       | Total         | Total         |
| Sportiv                                  | Probă           | Timp          | Loc           | Timp          | Loc           | Timp          | Loc           |
| ---------------------------------------- | --------------- | ------------- | ------------- | ------------- | ------------- | ------------- | ------------- |
| Theodor Andrei Turea                     | Simplu masculin | Nu a terminat | Nu a terminat | Nu a terminat | Nu a terminat | Nu a terminat | Nu a terminat |
| Mihaela Carmen Manolescu                 | Simplu feminin  | 53.950        | 13            | 53.777        | 11            | 1:47.727      | 12            |
| Vasile Marian Gîtlan Flavius Ion Crăciun | Dublu           | 52.772        | 3             | 52.707        | 4             | 1:45.479      | 4             |

Ștafetă echipe mixte
| Sportiv                                                                                | Probă        | Feminin | Feminin | Masculin | Masculin | Dublu  | Dublu | Total    | Total |
| Sportiv                                                                                | Probă        | Timp    | Loc     | Timp     | Loc      | Timp   | Loc   | Timp     | Loc   |
| -------------------------------------------------------------------------------------- | ------------ | ------- | ------- | -------- | -------- | ------ | ----- | -------- | ----- |
| Vasile Marian Gîtlan Mihaela Carmen Manolescu Flavius Ion Crăciun Theodor Andrei Turea | Echipă mixtă | 58.032  | 9       | 58.462   | 7        | 58.767 | 5     | 2:55.261 | 6     |

## Sărituri cu schiurile
România a calificat doi sportivi (o fată și un băiat). Antrenorul celor doi este Csaba Magdo Nemeth.
| Sportiv                 | Probă               | Prima rundă | Prima rundă | Prima rundă | Finala   | Finala | Finala | Total  | Total |
| Sportiv                 | Probă               | Distanță    | Puncte      | Loc         | Distanță | Puncte | Loc    | Puncte | Loc   |
| ----------------------- | ------------------- | ----------- | ----------- | ----------- | -------- | ------ | ------ | ------ | ----- |
| Nicolae Sorin Mitrofan  | Individual masculin | 84.0        | 91.0        | 15          | 81.5     | 89.7   | 15     | 180.7  | 15    |
| Andreea Diana Trâmbițaș | Individual feminin  | 83.0        | 88.8        | 9           | 82.0     | 88.1   | 9      | 176.9  | 9     |

## Scheleton
România a calificat cinci sportivi (trei fete și doi băieți). Antrenorii delegației sunt Marius Tomiță și Adrian Ene.
| Sportiv                 | Probă               | Manșa 1 | Manșa 1 | Manșa 2 | Manșa 2 | Total   | Total |
| Sportiv                 | Probă               | Timp    | Loc     | Timp    | Loc     | Timp    | Loc   |
| ----------------------- | ------------------- | ------- | ------- | ------- | ------- | ------- | ----- |
| Mihail Sebastian Enache | Individual masculin | 55.58   | 14      | 55.59   | 13      | 1:51.17 | 14    |
| Mihai Răzvan Trăsnea    | Individual masculin | 55.73   | 16      | 56.21   | 17      | 1:51.94 | 16    |
| Alexandra Elena Vicol   | Individual feminin  | 56.50   | 7       | 57.80   | 17      | 1:54.30 | 15    |
| Daria Georgiana Miroiu  | Individual feminin  | 56.86   | 10      | 57.16   | 14      | 1:54.02 | 11    |
| Diana Cristina Pușcașu  | Individual feminin  | 56.73   | 8       | 56.45   | 7       | 1:53.18 | 7     |

## Schi alpin
România a calificat doi sportivi (o fată și un băiat). Antrenorul delegației este Florin Cristea.
| Sportiv                     | Probă                 | Manșa 1       | Manșa 1       | Manșa 2       | Manșa 2       | Total         | Total         |
| Sportiv                     | Probă                 | Timp          | Loc           | Timp          | Loc           | Timp          | Loc           |
| --------------------------- | --------------------- | ------------- | ------------- | ------------- | ------------- | ------------- | ------------- |
| Alexandru Ștefan Ștefănescu | Slalom masculin       | 55.70         | 35            | Nu a terminat | Nu a terminat | Nu a terminat | Nu a terminat |
| Alexandru Ștefan Ștefănescu | Slalom uriaș masculin | Nu a terminat | Nu a terminat | Nu a terminat | Nu a terminat | Nu a terminat | Nu a terminat |
| Alexandru Ștefan Ștefănescu | Super-G masculin      |               |               |               |               | Nu a terminat | Nu a terminat |
| Alexandru Ștefan Ștefănescu | Combinata masculină   | 1:18.57       | 41            | 45.96         | 26            | 2:04.53       | 27            |
| Iulia Boier                 | Slalom feminin        | Nu a terminat | Nu a terminat | Nu a avansat  | Nu a avansat  | Nu a avansat  | Nu a avansat  |
| Iulia Boier                 | Slalom uriaș feminin  | 1:33.34       | 35            | Nu a terminat | Nu a terminat | Nu a terminat | Nu a terminat |
| Iulia Boier                 | Super-G feminin       |               |               |               |               | 1:24.65       | 36            |
| Iulia Boier                 | Combinata feminină    | 1:24.91       | 32            | 54.05         | 22            | 2:18.96       | 23            |

## Schi fond
România a calificat doi sportivi (o fată și un băiat). Antrenorul delegației este Ioan Poponeci.
| Sportiv                    | Probă                  | Calificări | Calificări | Sferturi de finală | Sferturi de finală | Semifinale   | Semifinale   | Finală       | Finală       |
| Sportiv                    | Probă                  | Timp       | Loc        | Timp               | Loc                | Timp         | Loc          | Timp         | Loc          |
| -------------------------- | ---------------------- | ---------- | ---------- | ------------------ | ------------------ | ------------ | ------------ | ------------ | ------------ |
| Iulian Ababei              | 10 km clasic masculin  |            |            |                    |                    |              |              | 28:13.3      | 42           |
| Iulian Ababei              | Sprint clasic masculin | 3:26.46    | 39         | Nu a avansat       | Nu a avansat       | Nu a avansat | Nu a avansat | Nu a avansat | Nu a avansat |
| Iulian Ababei              | Cros masculin          | 3:36.48    | 41         |                    |                    | Nu a avansat | Nu a avansat | Nu a avansat | Nu a avansat |
| Nicoleta Luciana Sovarschi | 5 km clasic feminin    |            |            |                    |                    |              |              | 16:02.6      | 39           |
| Nicoleta Luciana Sovarschi | Sprint clasic feminin  | 4:08.05    | 38         | Nu a avansat       | Nu a avansat       | Nu a avansat | Nu a avansat | Nu a avansat | Nu a avansat |
| Nicoleta Luciana Sovarschi | Cros feminin           | 4:05.87    | 31         |                    |                    | Nu a avansat | Nu a avansat | Nu a avansat | Nu a avansat |